# Naiia Lajoie
Naiia Lajoie (* 4. Oktober 1986 in Montreal, Québec) ist eine kanadische Schauspielerin und ein Model.

## Leben
Lajoie wurde am 4. Oktober 1986 in Montreal geboren. Ihre Mutter ist Näherin, ihr Vater Software-Ingenieur. Sie ist philippinischer, syrischer und französisch-kanadischer Abstammung. Sie wuchs mit einer jüngeren Schwester in Ottawa auf und wurde bereits im Kindesalter von ihren Eltern in ihren schauspielerischen und künstlerischen Fähigkeiten unterstützt. Sie erhielt Kunst- und Ballettunterricht. Als Jugendliche zog sie mit ihrer Familie nach Riad, Saudi-Arabien. Dort spielte sie an ihrer Schule Hauptrollen im Schultheater, war First Sopran des Schulchors und Kapitänin des Spirit Squad. 2007 modelte sie für einen Molson-Export-Kalender in Kuba. 2008 schloss sie ihr Studium an der Bishop’s University mit dem Bachelor of Arts ab.
2009 debütierte Lajoie im Kurzfilm People You May Know als Schauspielerin. Es folgten im selben Jahr weitere Rollen in den Kurzfilmen Desiderata und Million for Life. 2010 erhielt sie eine Episodenrolle in der Fernsehserie Blue Mountain State. 2014 spielte sie in drei Episoden der Fernsehserie Colored People die Rolle der Natalie. 2016 verkörperte sie die Rolle der Jennifer Herrera in der Filmproduktion Nasty Piece of Work. 2017 war sie im Musikvideo zum Lied Heart Is Patient von Yonee zu sehen. 2023 spielte sie die größere Rolle der Giree im Film Alien Planet und war im selben Jahr in der Rolle der Talia in World Invasion: Alien Attack zu sehen. 2024 spielte sie in Isleen Pines die Hauptrolle.

## Filmografie (Auswahl)
- 2009: People You May Know (Kurzfilm)
- 2009: Desiderata (Kurzfilm)
- 2009: Million for Life (Kurzfilm)
- 2010: Blue Mountain State (Fernsehserie, Episode 1x12)
- 2013: Closed Doors (Kurzfilm)
- 2013: Auditions from Hell (Fernsehserie, Episode 2x02)
- 2014: BlackJacks (Fernsehserie, Episode 1x03)
- 2014: One Helluva Day (Kurzfilm)
- 2014: The Bold Guy (Fernsehserie, Episode 1x12)
- 2014: Colored People (Fernsehserie, 3 Episoden)
- 2014: Angels with Tethered Wings
- 2015: My Crazy Ex (Fernsehserie, Episode 1x03)
- 2015: Shooting Horses (Kurzfilm)
- 2015: Cry Wolfe (Fernsehserie, Episode 2x01)
- 2015: The Lost Dutchman (Kurzfilm)
- 2015: Film School Survivor Stories (Miniserie)
- 2016: Nasty Piece of Work
- 2016: Midnight (Kurzfilm)
- 2017: Delivering Christmas (Fernsehkurzfilm)
- 2018: The Feeling (Kurzfilm)
- 2018: Me, Myself, & Them (Kurzfilm)
- 2018: Drug Lords (Fernsehserie, Episode 2x04)
- 2018: Silencer
- 2019: Widow (Kurzfilm)
- 2020: Triage (Fernsehfilm)
- 2021: The Gingerweed Man
- 2021: Dhar Mann (Fernsehserie, Episode 8x23)
- 2022: Good Mourning
- 2022: American Gangster: Trap Queens (Fernsehserie, Episode 3x09)
- 2022: One Night Stand (Kurzfilm)
- 2022: SkyMed (Fernsehserie, Episode 1x08)
- 2022: Three Kings (Kurzfilm)
- 2023: 'tu: li: (Kurzfilm)
- 2023: Alien Planet
- 2023: World Invasion: Alien Attack (Alien Apocalypse)
- 2024: Reich und schön (The Bold and the Beautiful, Fernsehserie, Episode 1x9219)
- 2024: Isleen Pines